# ورخنیایا کورمازا
ورخنیایا کورمازا (انگلیسی: Verkhnyaya Kurmaza) یک شهرک در شهرستان بیژبولیاکسکی باشقیرستان کشور روسیه است.